# Авангард (стадион, Выборг)
 «Авангард»  — центральный стадион в Выборге. Домашняя арена спортивного клуба «Фаворит».

## История
По окончании Первой мировой войны Восточно-Выборгские укрепления, возведённые XIX веке для защиты Выборга, морально устарели и перешли от военных властей гражданским. На их территории под руководством главного архитектора города Уно Ульберга стали возводиться здания и сооружения общественного назначения в стиле функционализма: объекты культуры, образования и здравоохранения.
В южной части Батарейной горы, крепостные сооружения которой стали частью парка, 1931—1936 годах был построен спортивный комплекс, центральным сооружением которого стал стадион, включавший в себя футбольное поле и трибуны для зрителей (5500 посадочных мест и 10 000 дополнительных мест для просмотра стоя). Трибуна была достроена в 1934 году, однако уже в 1933 году на поле проводились спортивные соревнования.
Спортивный комплекс, называвшийся Keskusurheilukenttä («Центральный стадион»), входил в число 4 основных спорткомплексов Финляндии, на которых проводились соревнования государственного значения. В августе 1937 года в течение трёх дней чемпионата Финляндии по лёгкой атлетике стадион посетило более чем 30 000 зрителей — рекорд, превзойдённый в Финляндии только в 1970-х годах. В преддверии Олимпийских игр, которые планировалось провести в Финляндии, Рагнаром Юпюя, назначенным в 1936 году главным архитектором Выборга, были разработаны проекты новых объектов спортивно-концертного комплекса: дворца спорта и концертного зала. Однако Вторая мировая война помешала этим планам осуществиться.

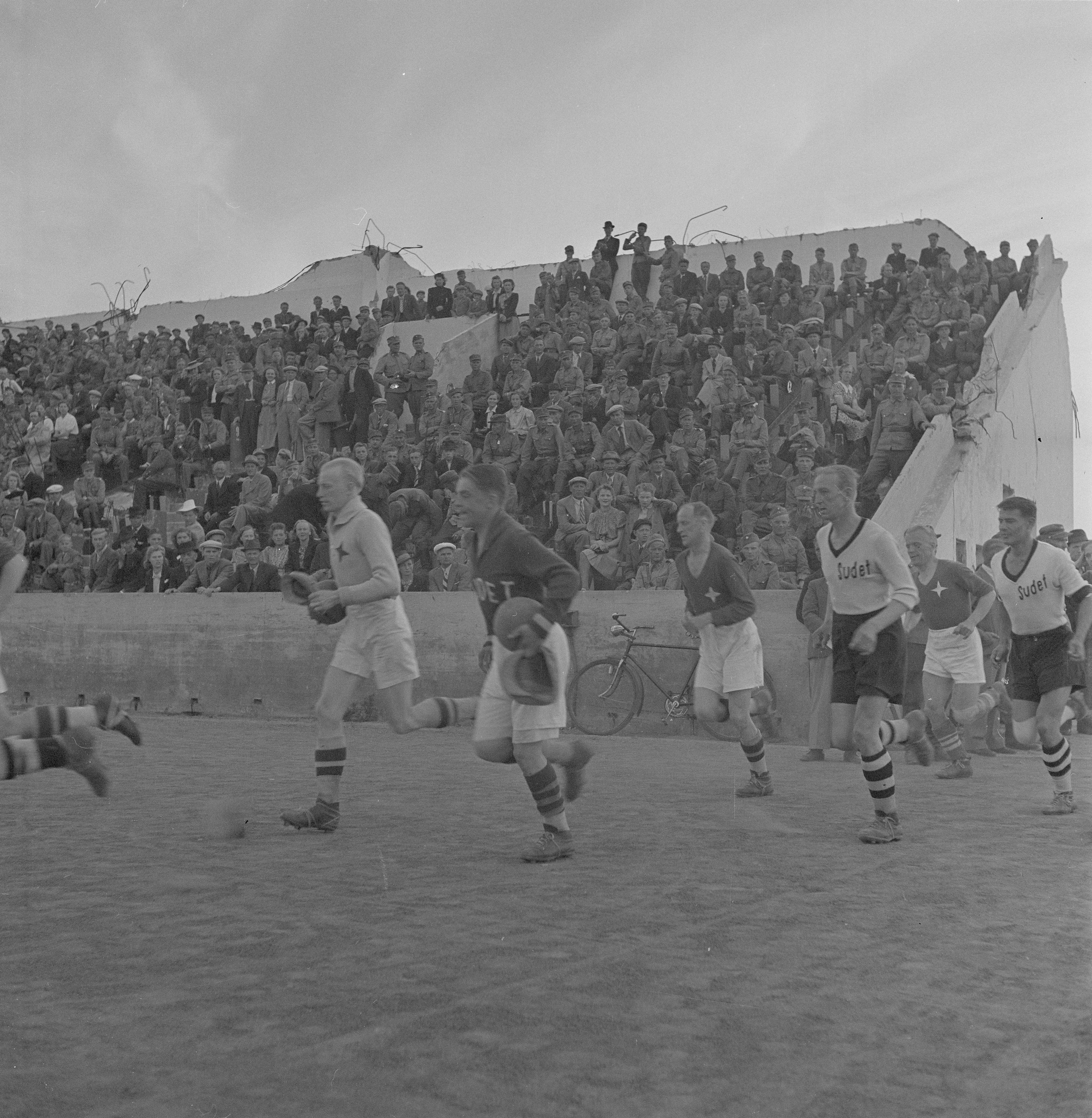
Футбольный матч между «Судет» и «ХИФК» в 1942 году

Во время советско-финских войн (1939—1944) спортивный комплекс получил большие повреждения; была разрушена крыша над зрительской трибуной, сократилось количество посадочных мест.
Частично восстановленный после Великой Отечественной войны, стадион в 1944 году был передан команде выборгского Дома офицеров и получил название «Спартак». Поле было приведено в хорошее состояние, благодаря чему спортсмены советской сборной специально стали приезжать в Выборг тренироваться при подготовке к соревнованиям, проводившимся в Финляндии, таким, как XV Летние Олимпийские игры. Получила известность местная футбольная команда «Динамо» (позднее «Дом офицеров», а затем — «Звезда»).
После того как стадион перешёл в ведение градообразующего предприятия — Выборгского судостроительного завода, он был в 1957 году переименован в «Авангард» (по названию спортивного общества работников транспортного и тяжёлого машиностроения) и снова реконструирован по проекту архитектора В. П. Власова. Затем власти вернулись к идее строительства у стадиона дворца спорта (с бассейном и концертным залом), однако вновь разработанный проект не получил воплощения.
В числе проводившихся на стадионе соревнований — матчи Кубка Федерации футбола СССР.

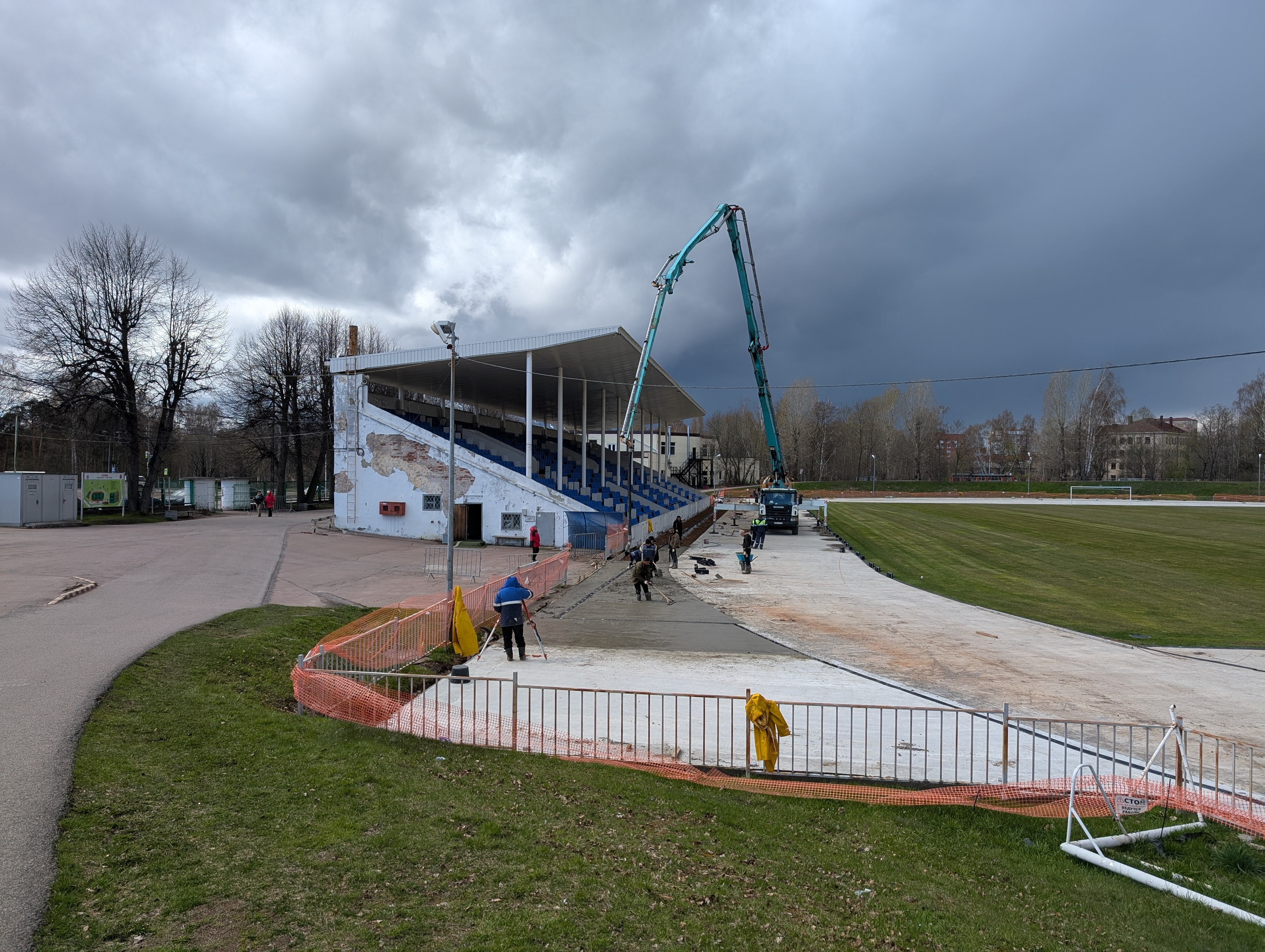
Реконструкция стадиона в 2025 году

Уже после распада СССР, когда стадион стал ареной спортивного клуба «Фаворит», была восстановлена крыша над трибуной, а позднее проведены работы по реконструкции спортивного комплекса, включающего два футбольных поля, легкоатлетическую дорожку с тартановым покрытием, теннисные корты, волейбольные площадки, открытую хоккейную арену и тренажёрный зал.
С 2022 года проходит очередная реконструкция, предусматривающая ремонт помещений, благоустройство окружающей территории, обновление беговых дорожек, замену газона и установку освещения на запасном поле.